# いとうけんいち
いとう けんいち（1982年5月8日 - ）は、四足走行元世界記録保持者。四足走行創設者。日本の実業家。四足歩行を世界で初めて競技化した人物であり、四足最速の人類として、ギネス世界記録の認定を受けている。株式会社 all fours代表取締役社長。本名、伊藤 健一（いとう けんいち）。東京都出身。

## 記録
- 四足走行50m7秒89（世界記録）
- 四足走行100m15秒71（世界記録）

## 四足走行のスタイル
- 左利き型の四足歩行である。
- アカゲザル、ニホンザル、パタスモンキーの走り方をモデルにしている。
- 四足走行のフォームは、「ギャロップ走行」を得意としている。ギャロップ走行とは、チーター、猿、馬などが全力で走る際に使用する走法であり、走行中に一時、四又全てが空中に浮いている状態になる。

## 来歴
- 2003年11月、動物園で見た、猿の走り方に憧れて、四足歩行の練習と研究を始める。
- 2008年9月、四足最速の人類として、ギネス世界記録を樹立。記録100m18秒58。
- 2009年6月、日本テレビ系『ダウンタウンのガキの使いやあらへんで!!』にて、いとうの四足歩行を題材にした企画、「犬部」が放送される。いとうは、犬部名人として出演し、ガキの使いレギュラー陣に四足歩行を教える。デモンストレーションとして、四足走行のいとうと、普通に走る番組スタッフ（ヘイポー）で50m対決をしたが、いとうの圧勝であった。「犬部」は、同番組で同年末に放送された「ガキの使い2009おもしろVTRベスト10」の2位にランクインしている。
- 2009年10月、朝日新聞の「人」欄で紹介された記事が、朝日新聞の月間最優秀ひと賞を受賞している[1]。
- 2011年11月、日本テレビ系『KAT-TUNの絶対マネたくなるTV』、番組内で記録更新。記録100m18秒25。
- 2012年1月27日放送の『探偵!ナイトスクープ』（朝日放送テレビ）に、「ギネス記録保持者であるいとうけんいちに四足走行で勝ちたい」という内容の依頼が寄せられた。依頼者は、特技が四足走行であるといい、相当な自信を持っていた。実際に周りの人と四足走行で対戦しても、依頼者が圧倒し、勝負にすらならないらしく、対戦相手を探した結果、世界記録保持者のいとうを見つけたという。依頼内容を知らずに番組の収録に呼ばれたいとうだったが、依頼者から対戦を申し込まれ快諾した。いとうに四足走行の種類の説明と実技を求め、いとうの体力は万全の状態で、対戦は長居陸上競技場にて開催された。いとうと依頼者が100mで勝負すると、いとうが勝利した。その後依頼者の希望により50mで再戦したところ、今度は依頼者が勝利した。いとうは「四足歩行で負けたの初めてです」「悔しいです」とコメントした。2012年今年の名作4選に選出されている。
- 2012年4月、ロイター通信が取材した記事が、海外と日本のYahoo!トップニュースで紹介される。その際のインタビューで、「500年以内に、陸上短距離走の全選手が、四足歩行になっている。」という奇抜な予言をしている[2]。[3]。
- 2012年11月、いとう自身が保持している、四足走行世界記録を更新。記録100m17秒47。[4][5]。
- 2013年8月、中国の国営放送CCTV『正大総芸』にて新記録達成。記録17秒23[6]。
- 2013年11月、「第1回 四足走行100m世界大会!!」を主催。四足走者は合計20人。予選が4回行われた。主催者であるいとう自身も大会に参加して、自身が持つ17秒23の世界記録を、16秒87に更新[7][注 1]
- 2014年11月、「第2回 四足走行100m世界大会!!」を主催。参加者は25人。予選は5回行われた。いとうは16秒85の記録で2位となり、玉腰活未にギネス世界記録の座を奪われた。
- 2015年1月、ヒツジ、アルパカ、プードルと四足走行のレースをして勝利。この様子は、元旦、日本テレビ系『新春ZIP!』にて生放送された。
- 2015年11月、四足走行100mで15秒71を達成し、王座奪還。再びギネス世界記録保持者となる。
- 2016年2月、株式会社all fours設立。
- 2019年4月、NHK総合ひるまえほっと番組内で、日光猿軍団のニホンザルと四足走行50m対決を決行。僅差でいとうが勝利した。同年11月、非公式計測にて四足走行100m14秒88達成。

## 人物・その他
- 猿に憧れを抱いている。
- 19歳で単身渡米。3年間NYで生活していた。
- 嵐 が、フジテレビ系『HEY!HEY!HEY!』に出演した際、お勧めのパフォーマーとして、いとうを紹介している。
- 童顔で、背が低く、痩せ型である。天真爛漫な性格だが、四足走行に関しては非常にストイックな考えを持つ。
- アディダス・オリジナルス（2012年秋冬モデル all originals represent らしさを、楽しめ。）のCMに抜擢されるも、未公開に終わる（詳細は不明）。きゃりーぱみゅぱみゅ、ILMARI（RIP SLYME）、綾小路翔（氣志團）、香川真司らと同シリーズであった[8]。
- 辛い物が食べられない。
- 義務教育を受けていない。
- アンタッチャブルの柴田英嗣が、TBSラジオ『LINDA!〜今夜はあなたをねらい撃ち〜』にて、「以前、いとうけんいちと武井壮に四足歩行対決をしてもらったが、いとう君がぶっちぎりで勝った。」と発言している。
- いとうが陸上短距離男子100mを四足走行で走る事に対し、陸上競技連盟は「ルール上、良いとも言えないが、悪いとも言えない。議論の必要がある。」と、テレビ朝日系『ワイド!スクランブル』にてコメントしている。いとうは「陸上短距離走のルールでは、転んで地面に手をついても、完走すれば記録になる為、手を地面に付くこと自体は問題ない。なら手をついたまま完走しても問題ないはずだ。」と、日経新聞のエッセイに綴っている。
- 海外メディアに多数出演しているため、海外での知名度がある。海外では、モンキーマン・クレイジーモンキー・リアル悟空などと呼ばれることもある[9]。
- 生き様や容姿が漫画的であるため、漫画のキャラクターに間違われる事が多い。
- アメリカン・コミックスのパイオニア、スタン・リーが、いとうの活動を高く評価している。
- 2001年頃、お笑い芸人「リトル」としてナベプロに所属していた。

## エピソード
- 夜な夜な小学校付近の公園で四足歩行の練習をしていたため、近所の小学生の間で、夜になると四足歩行で走る人が現れると、いとうの存在が都市伝説化していた。
- 山で、四足歩行だけで生活するという合宿を行った際、猟師にイノシシと間違えられ、撃ち殺されそうになっている。

## 株式会社all fours
いとうが代表取締役社長を務める会社。2014年に個人事業主として太陽光発電施設と、2015年に鰻の養殖事業を立ち上げたのち、2016年2月に会社設立。TOKYO MX系『5時に夢中!』にて、「太陽光発電から鰻の養殖まで幅広い事業を展開する会社の社長」と紹介され、会社の存在を公表している。

## 出演

### TV番組
- 情報ライブ ミヤネ屋(読売テレビ)2008年11月12日
- 今ちゃんの「実は…」(朝日放送)2009年1月28日
- 大阪ほんわかテレビ(読売テレビ)2009年2月8日-2009年12月13日
- HEY!HEY!HEY! MUSIC CHAMP(フジテレビ)2009年3月9日-2010年12月6日-相葉雅紀と四足走行50m対決。相葉の四足走行の実力を評価してスカウトするも断られている。
- 飛び出せ!科学くん(TBS)2009年4月20日-2009年3月15日
- ダウンタウンのガキの使いやあらへんで!!(日本テレビ)2009年6月21日-「風を切って走りまくれ!激走!犬部」四足走行名人として出演。
- 情報7days ニュースキャスター(TBS)2009年9月19日-2012年4月21日-2013年11月16日-2021年9月25日
- スッキリ!!(日本テレビ)2010年11月22日-2013年11月15日
- 有吉AKB共和国(TBS)2011年5月19日
- KAT-TUNの絶対マネたくなるTV(日本テレビ)2011年11月8日
- 探偵!ナイトスクープ(朝日放送)2012年1月27日-2012年9月28日-2017年3月31日-2022年3月25日-2023年2月3日-「四足走行世界一は俺だ!」「犬ぞりの犬になりたい」「四足走行で走り回る少年」「猿になりたい男」などにゲスト出演。
- 香取慎吾と鈴木福&夢 超危険人物すごろく(テレビ朝日)2012年4月6日
- はなまるマーケット(TBS)2012年5月30日
- 情報プレゼンター とくダネ!(フジテレビ)2012年9月28日
- ポケモンスマッシュ!(テレビ東京)2013年3月10日-「神速のゲノセクト軍団結成!?」コーナーゲスト
- AKBと××!(読売テレビ)2013年5月16日
- スクール革命!(日本テレビ)2013年11月10日
- ワイド!スクランブル(テレビ朝日)2013年11月14日-2013年11月15日
- ノンストップ!(フジテレビ)2013年11月18日
- neo sports(テレビ東京)2013年12月26日-2014年11月15日
- きわめびと(NHK総合)2014年6月6日-2014年12月5日-謎の四足走行ランナーとして私生活を密着。自己記録更新に挑戦したが失敗に終わる。
- ZIP!(日本テレビ)2014年12月11日
- 新春ZIP!4時間生バトル〜豪華お年玉をゲットせよ〜(日本テレビ)2015年1月1日
- シャキーン!(NHK教育テレビジョン)2015年1月7日
- あの遊びをバージョンアップ! キスマイGAME(テレビ朝日)2015年4月21日
- 特捜警察ジャンポリス(テレビ東京)2015年4月24日-2016年3月11日-2017年6月10日
- おはスタ(テレビ東京)2015年6月8日
- Let's天才てれびくん(NHK教育テレビジョン)2016年9月5日
- 5時に夢中!(TOKYO MX)2016年12月13日
- マツコの知らない世界(TBS)2017年6月20日
- 新shock感(テレビ東京)2017年8月26日
- 雨上がりの「Aさんの話」〜事情通に聞きました!〜(朝日放送)2017年10月3日
- バツウケテイナー(サンテレビジョン)2018年1月16日-2018年1月23日
- 関ジャニ∞クロニクル(フジテレビ)2018年8月4日
- ニッポンよ!セカイを倒せ!フジヤマ!(フジテレビ)2018年12月31日
- ひるまえほっと(NHK総合)2019年6月20日
- 激レアさんを連れてきた。（テレビ朝日）2020年11月28日-「四足走行 人類最速の人」ゲスト出演
- リア突WEST(朝日放送)2021年4月24日
- チコちゃんに叱られる!(NHK総合)2021年5月8日
- オオカミ少年(TBS)2021年6月11日
- 世界の果てまでイッテQ(日本テレビ)2021年11月7日-いとうあさこのミステリーツアーin近畿
- DEEPな店の常連さんに密着 イキスギさんについてった(TBS)2022年7月6日
- 日本シン人種図鑑(テレビ東京)2022年12月22日-「四足歩行を極めた男」[10]。
- THE鬼タイジ(TBS)2023年8月30日
- サンデーLIVE!!(テレビ朝日)2024年5月5日-日曜コーナー「松岡修造のみんながん晴れ」ゲスト

### CM
- カータウン2009年7月〜
- ユーキャン2013年1月〜
- Yahoo!不動産2014年10月〜
- 猿の惑星: 新世紀2015年2月〜
- Android2015年2月〜

### ラジオ番組
- 永六輔の土曜ワイド(TBSラジオ)2009年3月28日
- THE VOICE 〜ピープル・ズームアップ〜(JFN)2009年12月30日
- 子守康範 朝からてんコモリ!(MBSラジオ)2013年12月20日
- くにまるジャパン(文化放送)2015年3月26日-2015年4月23日
- 今夜もオトパラ!(ニッポン放送)2017年2月24日
- 大竹まこと ゴールデンラジオ!(文化放送)2017年3月14日
- Honda Smile Mission(JFN)2017年10月9日
- はまきら!(NHK横浜放送局)2020年6月26日
- 北野誠のズバリ(CBCラジオ)2021年2月6日
- F.L.A.G(FMヨコハマ)2021年3月12日

### MV
- The Jezabels「My Love Is My Disease」2016年5月〜

### 雑誌・本・新聞・その他
- テレビブロス(東京ニュース通信社)2008年12月15日発売号
- フライデー(講談社)2009年7月3日発売号-2009年9月4日発売号-2012年5月11日発売号
- お笑い!!放送禁止劇場(晋遊舎)2009年9月11日
- 朝日新聞(朝日新聞社)2009年10月25日-2014年11月13日
- ビッグコミックオリジナル(小学館)2010年2月20日発売号
- Newsweek(阪急コミュニケーションズ)2012年8月8日発売号
- BRUTUS(マガジンハウス)2013年7月16日発売号
- 日本経済新聞(日本経済新聞社)2013年11月13日-2019年4月8日
- 週刊新潮(新潮社)2013年11月20日発売号
- 週刊現代(講談社)2014年12月15日発売号
- SPA!(扶桑社)2016年1月19日発売号
- おもしろアクティビティ!(イカロス出版)2016年6月26日発売号
- New Balance VAZEEキャンペーン映像(New Balance)2016年8月
- FLASH(光文社)2018年3月13日発売号
- Tarzan(マガジンハウス)2018年6月28日発売号-2022年5月12日発売号
- 夕刊フジ(産業経済新聞社)2018年10月24日
- 日経サイエンス(日経サイエンス社)2019年2月25日

### 海外
- ABC News(アメリカ)2008年11月14日
- Veja o Câmera Record na íntegra(ブラジル)2009年12月5日
- Stan Lee's Superhumans(アメリカ)2011年11月3日-「Human 4×4」としてゲスト出演。
- iol news(南アフリカ)2012年4月
- Reuters(イギリス)2012年4月18日-2012年11月15日-2013年11月14日-2013年11月15日
- origo(ハンガリー)2012年4月19日-2012年11月15日-2012年12月30日
- Asianet News(UAE)2012年4月24日
- MBC TV특종 놀라운세상(韓国)2012年5月1日
- 기발한 세계여행‐이제 곧 RIGHT NOW(韓国)2012年5月21日
- 50 por 1(ブラジル)2012年6月
- Associated Press(アメリカ)2012年11月15日-2013年11月15日-2014年11月13日
- THE STER(カナダ)2012年11月15日
- The voice of Russia(ロシア)2012年11月
- 湖北广电新聞(中国)2012年11月21日
- Officially Amazing(イギリス)2013年3月13日
- 쇼킹 70억(韓国)2013年6月
- 正大総芸（中国）2013年10月7日
- AFP(フランス)2013年11月15日
- Runner's World(スペイン)2013年12月
- ARD German Radio(ドイツ)2014年1月
- Spor TV(ブラジル)2015年1月
- Extraordinary Humans(イギリス)2016年1月-Season1ゲスト出演
- 슈퍼맨을 만나다(韓国)2016年11月
- Running Man(韓国)2017年
- RUNEDIA(スペイン)2018年6月